# Lessons to Be Learned
Lessons to Be Learned debitanski je studijski album australske pjevačice Gabrielle Cilmi, objavljen u Ujedinjenom Kraljevstvu 31. ožujka 2008. u izdanju Island Recordsa. Prvi singl s albuma bila je pjesma "Sweet About Me", koja je postala svjetskim hitom.

## Popis pjesama
| Br. | Skladba                     | Trajanje |
| --- | --------------------------- | -------- |
| 1.  | »Save the Lies«             | 3:38     |
| 2.  | »Sweet About Me«            | 3:23     |
| 3.  | »Sanctuary«                 | 3:28     |
| 4.  | »Einstein«                  | 3:39     |
| 5.  | »Got No Place to Go«        | 3:09     |
| 6.  | »Don't Wanna Go to Bed Now« | 3:09     |
| 7.  | »Messy«                     | 3:54     |
| 8.  | »Awkward Game«              | 3:28     |
| 9.  | »Safer«                     | 3:24     |
| 10. | »Cigarettes and Lies«       | 2:51     |
| 11. | »Terrifying«                | 2:37     |
| 12. | »Sit in the Blues«          | 3:23     |
| 13. | »Echo Beach« (bonus pjesma) | 3:37     |
| 14. | »Sorry« (bonus pjesma)      | 3:29     |

### Originalno australsko izdanje
1. "Save the Lies" – 3:38
2. "Sweet About Me" – 3:23
3. "Sanctuary" – 3:28
4. "Einstein" – 3:39
5. "Don't Wanna Go to Bed Now" – 3:09
6. "Messy" – 3:54
7. "Awkward Game" – 3:28
8. "Safer" – 3:24
9. "Terrifying" – 2:37
10. "Sad Sad World" - 3:43
11. "Sit in the Blues" – 3:23
12. "Sorry" – 3:29

### Američko izdanje
1. "Got No Place to Go" – 3:21
2. "Sweet About Me" – 3:22
3. "Sanctuary" – 3:27
4. "Einstein" – 3:38
5. "Save the Lies" – 3:38
6. "Round & Round" – 3:39
7. "Awkward Game" – 3:28
8. "Cigarettes and Lies" – 2:51
9. "Terrifying" – 2:37
10. "Safer" – 3:24
11. "Sit in the Blues" – 3:23

### Australska deluxe verzija
| CD 1 1. "Save the Lies" – 3:38 2. "Sweet About Me" – 3:23 3. "Sanctuary" – 3:28 4. "Einstein" – 3:39 5. "Got No Place to Go" – 3:23 6. "Don't Wanna Go to Bed Now" – 3:09 7. "Messy" – 3:54 8. "Awkward Game" – 3:28 9. "Safer" – 3:24 10. "Cigarettes and Lies" – 2:51 11. "Terrifying" – 2:37 12. "Sit in the Blues" – 3:23 13. "Sorry" – 3:29 | CD 2 (akustični EP) 1. "Sanctuary" 2. "Sweet About Me" 3. "Cigarettes and Lies" 4. "Awkward Game" 5. "Cry Me a River" (Justin Timberlake, Timothy Mosley, Scott Storch) 6. "Got No Place to Go" 7. "Save the Lies" 8. "Terrifying" 9. "Safer" |

### Europska deluxe verzija
1. "Save the Lies (Good to Me)" – 3:38
2. "Sweet About Me" – 3:23
3. "Sanctuary" – 3:28
4. "Einstein" – 3:39
5. "Got No Place to Go" – 3:23
6. "Don't Wanna Go to Bed Now" – 3:09
7. "Messy" – 3:54
8. "Awkward Game" – 3:28
9. "Safer" – 3:24
10. "Cigarettes and Lies" – 2:51
11. "Terrifying" – 2:37
12. "Sit in the Blues" – 3:23
13. "Sweet About Me" (Acoustic) – 3:42
14. "Cry Me a River" (Acoustic) – 3:41
15. "Round & Round" – 3:39
16. "Echo Beach" – 3:21

UK verzija
1. "Warm This Winter" (Hank Hunter, Mark Barkan) – 2:33

## Kronologija singlova
| UUjedinjeno Kraljevstvo - "Sanctuary" - "Sweet About Me" - "Save the Lies" - "Sanctuary" (re-izdanje) - "Warm This Winter" Europa - "Sweet About Me" - "Save the Lies" - "Sanctuary" | Australija - "Sweet About Me" - "Don't Wanna Go to Bed Now" - "Save the Lies" - "Sanctuary" SAD, Italija i Brazil - "Sweet About Me" - "Sanctuary" |

## Ljestvice
| Ljestvica (2008.)   | Najviša pozicija |
| ------------------- | ---------------- |
| Australija          | 2                |
| Austrijat           | 6                |
| Belgija (Flandrija) | 26               |
| Belgija (Valonijaa) | 31               |
| Danska              | 29               |
| Nizozemska          | 9                |
| Europa              | 16               |
| Francuska           | 17               |
| Njemačka            | 10               |
| Irska               | 70               |

| Ljestvica (2008.)                       | Najviša pozicija |
| --------------------------------------- | ---------------- |
| Italija                                 | 40               |
| Novi Zeland                             | 6                |
| Norveška                                | 15               |
| Švicarska                               | 7                |
| Ujedinjeno Kraljevstvo                  | 8                |
| Ljestvica (2009.)                       | Najviša pozicija |
| Ujedinjeno Kraljevstvo (deluxe verzija) | 67               |
| SAD Billboard Top Heatseekers           | 17               |

| Godina | Ljestvica              | Pozicija |
| ------ | ---------------------- | -------- |
| 2008.  | Australija             | 13       |
| 2008.  | Nizozemska             | 43       |
| 2008.  | Francuska              | 134      |
| 2008.  | Švicarskat             | 28       |
| 2008.  | Ujedinjeno Kraljevstvo | 68       |

| Država     | Davaoc certifikacije | Certifikacija | Prodaja |
| ---------- | -------------------- | ------------- | ------- |
| Australija | ARIA                 | platinasta    | 70,000  |
| Francuska  | SNEP                 | srebrna       | 39,470  |
| Njemačka   | IFPI                 | zlatna        | 100,000 |
| Švicarska  | IFPI                 | zlatna        | 15,000  |
| UK         | BPI                  | zlatna        | 100,000 |

## Povijest izlaska
| Regija                      | Datum               | Kuća               | Format                 |
| --------------------------- | ------------------- | ------------------ | ---------------------- |
| Ujedinjeno Kraljevstvo      | 31 ožujka 2008.     | Island             | CD, digitalni download |
| Australija                  | 10. svibnja 2008.   | Mushroom           | CD, digitalni download |
| Novi zeland                 | 12. svibnja 2008.   | Warner Bros.       | CD, digitalni download |
| Europa                      | 20. lipnja 2008.    | Island             | CD, digital download   |
| Brazil                      | 10. rujna 2008.     | Universal          | CD                     |
| Australija (deluxe verzija) | 11. listopada 2008. | Mushroom           | CD                     |
| Poljska                     | 28. listopada 2008. | Universal          | CD                     |
| SAD                         | 17. ožujka 2009.    | Universal Republic | CD                     |